# I Want You (canção de Janet Jackson)
"I Want You" é uma canção gravada pela cantora americana Janet Jackson, para seu oitavo álbum de estúdio Damita Jo (2004). Foi lançada em 5 de abril de 2004, pela Virgin Records, como o segundo single do álbum. Foi escrita por Harold Lilly, Kanye West e John Legend, enquanto foi produzida por West, Jimmy Jam e Terry Lewis e Jackson. A balada mid-tempo consiste em um som e arranjo retrô, prestando homenagem ao som pop clássico da era Motown. Sua composição é baseada na paixão e desejo de Jackson por um amante distante. "I Want You" é notável por estar entre os primeiros singles produzidos por West e co-escritos por Legend, que eram artistas em ascenção na época.
A canção recebeu críticas positivas dos críticos musicais, que elogiaram os vocais de Jackson e sua fusão de qualidades nostálgicas e modernas. O desempenho da música foi amplamente afetado pela lista negra de singles e videoclipes de Jackson devido às multas da Comissão Federal de Comunicações dos Estados Unidos em relação ao polêmico incidente no show de intervalo do Super Bowl XXXVIII, com conglomerados como Viacom e CBS reforçando o boicote. A faixa alcançou o número 57 da tabela musical Billboard Hot 100 A lista negra gerou polêmica entre os críticos, que declararam que a canção provavelmente teria sido um "sucesso generalizado" caso o incidente não tivesse ocorrido.
"I Want You" foi disco de platina pela Recording Industry Association of America (RIAA) e recebeu uma indicação ao Grammy por Melhor Performance Vocal Feminina de R&B. O videoclipe da música foi dirigido por Dave Meyers e retrata Jackson viajando por Los Angeles para encontrar seu namorado. Não foi ao ar na MTV ou em vários outros canais de música de propriedade da Viacom e CBS devido ao boicote a Jackson após seu incidente na apresentação do Super Bowl. Durante a campanha promocional de Damita Jo, Jackson cantou "I Want You" em várias ocasiões, incluindo no Good Morning America.

## Desempenho nas tabelas musicais
| Chart (2004)                                 | Peak position |
| -------------------------------------------- | ------------- |
| Escócia (Scottish Singles Chart)             | 23            |
| Estados Unidos (Billboard Hot 100)           | 57            |
| Estados Unidos (Billboard R&B/Hip-Hop Songs) | 18            |
| Reino Unido (UK Singles Chart)               | 19            |
| Reino Unido (UK Dance Chart)                 | 5             |
| Reino Unido (OCC UK R&B)                     | 3             |

| Tabela musical (2004)                  | Posição |
| -------------------------------------- | ------- |
| Estados Unidos (Hot R&B/Hip-Hop Songs) | 90      |

## Certificações
| Região                                         | Certificação | Vendas     |
| ---------------------------------------------- | ------------ | ---------- |
| Estados Unidos (RIAA)                          | Platina      | 1 000 000^ |
| ^distribuições baseadas apenas na certificação |              |            |